# Lunarno vozilo
Lunarno vozilo (izvorno engleski Lunar rover ili LRV) je vozilo na električni pogon koje je osmišljeno za uporabu na mjesecu. 
Razvoj lunarnog vozila je počeo 1969. pod vodstvom mađarskog fizičara Ferenca Pavlicsa u institutu General Motorsa u Santa Barbara u ime Boeing Aerospace Corporationa i trajao je samo 17 mjeseci.
NASA je proizvela više tih vozila u sklopu programa Apollo. Sovjetski Savez je proizveo vozilo naziva Lunohod.